# Летский рейд
Летский рейд — посёлок в Слободском районе Кировской области в составе Шестаковского сельского поселения.

## География
Находится на правом берегу Вятки на расстоянии примерно 24 км на север от районного центра города Слободской.

## История
Известен с 1939 года как сплавной участок. В 1950 году в посёлке Рейд 82 хозяйства и 301 житель, в 1989 году учтено 377 жителей.

## Население
Постоянное население составляло 273 человек (русские 92 %) в 2002 году, 185 — в 2010.